# Seoritsu Farra
Seoritsu Farra zijn een reeks van vulkanen op Venus. De Seoritsu Farra werden in 1994 genoemd naar de Japanse godin van water en regen, Seoritsu-hime.
De vulkanengroep, bestaande uit zeven pancake domes, heeft een diameter van 230 kilometer en bevindt zich in het zuiden van het quadrangle Kaiwan Fluctus (V-44), ten oosten van de Alpha Regio.